# Symfonie nr. 12 (Weinberg)
Mieczysław Weinberg voltooide zijn Symfonie nr. 12 In memoriam Dmitri Sjostakovitsj in 1976. 
Weinberg was sinds 1942 bevriend met Dmitri Sjostakovitsj, die op 9 augustus 1975 overleed. Hij liet in 1942 zijn Eerste symfonie door Sjostakovitsj controleren. Sjostakovitsj op zijn beurt haalde Weinberg naar Moskou en wel vanuit het ver afgelegen Tasjkent. Sjostakovitsj noemde Weinberg zijn beste leerling, zonder dat hij hem ooit les had gegeven. De twaalfde symfonie van Weinberg was er weer eens voor groot symfonieorkest zonder koor en kent een lange speelduur. Met name het eerste deel maakt een groot deel uit van de symfonie. Het werk zou in de stijl en geest van Sjostakovitsj gecomponeerd zijn. Er is een gelijkenis qua klank met de Vijftiende symfonie van Sjostakovitsj, die karig georkestreerd was. Het verschil met de Twaalfde symfonie (laatste grote instrumentale symfonie van Sjostakovitsj) is hemelsbreed, die werd nogal eens "ordinair" en uitbundig genoemd.
De eerste uitvoering van deze twaalfde symfonie van Weinberg moest wachten tot 13 oktober 1978, toen Dmitri’s zoon Maxim Sjostakovitsj leiding gaf aan het Radiosymfonieorkest van Moskou. Die lange termijn kan veroorzaakt zijn doordat noch Weinberg noch Sjostakovitsj geliefd waren bij de Sovjet-autoriteiten.
De symfonie kent de klassieke vierdelige opzet:
- Allegro moderato
- Allegretto
- Adagio
- Allegro

Nr. 1 · Nr. 2 · Nr. 3 · Nr. 4 · Nr. 5 · Nr. 6 · Nr. 7 · Nr. 8 · Nr. 9 · Nr. 10 · Nr. 11 · Nr. 12 · Nr. 13 · Nr. 14 · Nr. 15 · Nr. 16 · Nr. 17 · Nr. 18 · Nr. 19 · Nr. 20 · Nr. 21 · Nr. 22